# Vejle Amt
Vejle Amt – jeden z 13 duńskich okręgów, istniejących w latach 1970–2006. Okręg położony był we wschodniej Jutlandii. Został utworzony 1 kwietnia 1970 na mocy reformy podziału administracyjnego Danii, zaś zlikwidowany podczas kolejnej reformy z 2007. Jego obszar został wówczas podzielony między dwa nowe regiony administracyjne: Jutlandia Środkowa i Dania Południowa. Miasto Vejle zostało stolicą tego ostatniego.

## Gminy
- Brædstrup
- Børkop
- Egtved
- Fredericia
- Gedved
- Give
- Hedensted
- Horsens
- Jelling
- Juelsminde
- Kolding
- Lunderskov
- Nørre-Snede
- Tørring-Uldum
- Vamdrup
- Vejle